# Else (Vorname)
Else ist ein weiblicher Vorname.

## Namenstage
Else hat keinen eigenen Namenstag. Trägerinnen dieses Vornamens können aber die Namenstage von Elisabeth verwenden. Der geläufigste Namenstag im deutschsprachigen Raum ist der 19. November.
- 4. Januar (nach Elisabeth Anna Bayley Seton)
- 19. Juni (nach Elisabeth von Schönau)
- 4. Juli (nach Elisabeth von Portugal)
- 23. September (nach Elisabet)
- 19. November (nach Elisabeth von Thüringen)

## Herkunft, Namensformen und Verwendung
Else ist eine Kurzform von Elisabeth. In der zweiten Hälfte des 19. Jahrhunderts gewann der Name im deutschen Sprachraum sprunghaft an Beliebtheit, die bis in die erste Hälfte des 20. Jahrhunderts anhielt. Auch die verwandten Kurzformen Elsa und Ilse (zu Namensträgerinnen siehe dort) galten in dieser Zeit als beliebte und moderne Namensform. Danach ging die Beliebtheit stark zurück und heute wird der Name bei der Namensgebung nur noch selten berücksichtigt. Kunstfiguren wie Else Kling aus der Fernsehserie Lindenstraße oder Else Tetzlaff aus Ein Herz und eine Seele waren nicht so angelegt, als dass sie dem Vornamen neue Beliebtheit hätten verschaffen können.

## Bekannte Namensträgerinnen

### Einzelname
- Else zum Schwarzen Buchstaben († 1401), Waldenserin

### Vorname

#### A
- Else Ackermann (1933–2019), deutsche Ärztin, Hochschullehrerin und Politikerin (CDU)
- Else Alfelt (1910–1974), dänische Malerin
- Else Alken (1877–1942), deutsche Politikerin (Zentrum)

#### B
- Else Bach (1899–1951), deutsche Bildhauerin
- Else Bäck (1884–1968), österreichisch-deutsch-amerikanische Schauspielerin
- Else Bassermann (1878–1961), deutsche Schauspielerin und Drehbuchautorin
- Else Bauer (1893–1967), deutsche Politikerin (SPD/SED)
- Else Bechteler-Moses (1933–2023), deutsche Teppichkünstlerin
- Else Beitz (1920–2014), deutsche Erziehungswissenschaftlerin
- Else Bendová (1893–1942), deutsches Holocaustopfer
- Else Berg (1877–1942), niederländische Malerin
- Else Berkmann (1904–2001), deutsche Politikerin (SPD)
- Else Bierau (1877–1966), deutsche Politikerin (DVP)
- Else Bindewald († 1921), deutsche Krankenschwester und Röntgenassistentin
- Else Bongers (1901–1993), deutsche Schauspielerin
- Else von Borgstede (1866–1936), deutsche Dichterin und Schriftstellerin
- Else-May Botten (* 1973), norwegische Politikerin
- Else Bötticher (1880–1966), deutsche Schauspielerin
- Else Brauneis (1877–1959), österreichische Malerin
- Else Brems (1908–1995), dänische Opernsängerin
- Else Breuer (1872 – nach 1914), deutsche Opernsängerin
- Else Brökelschen (1890–1976), deutsche Politikerin (CDU)
- Else Brückner-Rüggeberg (1910–1981), deutsche Schauspielerin
- Else Buddeberg (1890–1974), deutsche Juristin
- Else Buschheuer (* 1965), deutsche Schriftstellerin, Journalistin und Fernsehmoderatorin

#### C
- Else Croner (1878–1942), deutsche Schriftstellerin
- Else Cross (1902–1987), österreichisch-englische Pianistin

#### D
- Else Dormitzer (1877–1958), deutsche Kinderbuchautorin (Pseudonym: Else Dorn)
- Else Drenseck (1911–1997), deutsche Politikerin (SPD)

#### E
- Else Eberhard-Schobacher (1887–1955), Allgäuer Heimatdichterin
- Else Eckersberg (1895–1989), deutsche Schauspielerin
- Else Ehrich (1914–1948), deutsche SS-Aufseherin
- Else Ehser (1894–1968), deutsche Schauspielerin
- Else Elster (1910–1998), deutsche Schauspielerin
- Else Epstein (1881–1948), deutsche Politikerin (DDP, CDU)
- Else Ernst (1874–1946), deutsche Schriftstellerin und Illustratorin

#### F
- Else Falk (1872–1956), deutsche Frauenrechtlerin und Sozialpolitikerin
- Else Feldmann (1884–1942), österreichische Schriftstellerin und Journalistin
- Else Flebbe, deutsche Eiskunstläuferin
- Else Bugge Fougner (* 1944), norwegische Politikerin und Juristin
- Else Frenkel-Brunswik (1908–1958), polnisch-österreichische Psychoanalytikerin und Psychologin
- Else Marie Friis (* 1947), dänische Botanikerin und Paläontologin
- Else Frobenius (1875–1952), deutsche Journalistin und Lobbyistin
- Else Frølich (1880–1960), norwegisch-dänische Schauspielerin und Sängerin

#### G
- Else Gebel (1905–1964), deutsche Widerstandskämpferin gegen den Nationalsozialismus
- Else Gentner-Fischer (1883–1943), deutsche Opernsängerin
- Else Giese (1884–1950), deutsche Lehrerin und Politikerin (Zentrum)
- Else Gores (1914–1945), deutsche Widerstandskämpferin gegen den Nationalsozialismus
- Elsa Grube-Deister (1926–2001), deutsche Schauspielerin
- Else Günther (1912–unbekannt), deutsche Sängerin und Schriftstellerin
- Else Gürleth-Hey (1869–1946), deutsche Porzellanmalerin

#### H
- Else Heims-Reinhardt (1878–1958), deutsche Schauspielerin
- Else Hertzer (1884–1978), deutsche Malerin des Expressionismus
- Else Himmelheber (1905–1944), deutsche Widerstandskämpferin
- Else Hirsch (1889–1943?), deutsche Lehrerin und Widerständlerin
- Else Hirschberg (1892–1942), deutsche Chemikerin
- Else Hoffa (1885–1964), deutsche Gärtnerin
- Else Höfs (1876–1945), deutsche Politikerin (SPD)
- Else von Hollander-Lossow (1884–?), deutsche Übersetzerin und Erzählerin
- Else Hoppe, deutsche Eiskunstläuferin
- Else Hoppe (1897–1973), deutsche Literaturwissenschaftlerin
- Else Hueck-Dehio (1897–1976), deutsche Schriftstellerin

#### I
- Else Imme (1885–1943), deutsche Widerstandskämpferin

#### J
- Else Jahn (1901–1945), deutsche Widerstandskämpferin
- Else Jerusalem (1876–1943), österreichische Schriftstellerin
- Else Jung-Lindemann (1895–1990), deutsche Schriftstellerin

#### K
- Else Kesting (1883–?), deutsche Politikerin (CDU)
- Else Kienle (1900–1970), deutsche Ärztin und Schriftstellerin
- Else Klink (1907–1994), deutsche Musikerin
- Else Knake (1901–1973), deutsche Medizinerin und Zellforscherin
- Else Knott (1909–1975), deutsche Schauspielerin
- Else Koffka (1901–1994), deutsche Juristin und Richterin
- Elsa Korén (1920–1990), deutsche Schauspielerin
- Else Krafft (1877–1947), deutsche Journalistin und Schriftstellerin
- Else Kröner (1925–1988), deutsche Pharmazeutin, Unternehmerin und Stifterin
- Else Kruse (1889–1971), deutsche Politikerin (KPD)

#### L
- Else Lasker-Schüler (1869–1945), deutsche Dichterin
- Else Lehmann (1866–1940), deutsche Schauspielerin
- Else Levi-Mühsam (1910–2004), deutsch-israelische Bibliothekarin
- Else Levy (1891–nach 1942), deutsche Ärztin
- Else Liebesberg (1918–1996), österreichische Opernsängerin (Sopran)
- Else Liefmann (1881–1970), deutsche Ärztin und Aktivistin
- Else Lohmann (1897–1984), deutsche Malerin
- Else von Löwis (1880–1961), deutsche Aktivistin (NSDAP)
- Else Lüders (1872–1948), deutsche Frauenrechtlerin und Politikerin (CDU)
- Else Lüders (1880–1945), deutsche Indologin
- Else Ludwig-Hoffmann (* 1937), deutsch-österreichische Schauspielerin
- Else Luthmer (1880–1961), deutsche Malerin
- Else-Marthe Sørlie Lybekk (* 1978), norwegische Handballspielerin

#### M
- Else Meidner (1901–1987), deutsche Grafikerin und Malerin
- Else Meier (1901–1933), deutsche Politikerin (KPD)
- Else Meister (1912–2005), deutsche Schriftstellerin
- Else Merke (1920–2005), deutsche Funktionärin und Politikerin (DBD)
- Else Merkel (1905–1990), deutsche Kommunistin und Widerstandskämpferin
- Else Möckel (1901–1976), deutsche Malerin und Porzellangestalterin
- Else Model (1871–1953), deutsche Schriftstellerin
- Else von Moellendorff (1912–1982), deutsche Schauspielerin
- Else Mögelin (1887–1982), deutsche Malerin und Weberin
- Else Morstatt (1880–nach 1930), deutsche Schriftstellerin
- Else Müller-Kaempff (1869–1940), deutsche Malerin

#### N
- Else Nabu (* 1949), deutsche Sängerin und Schauspielerin
- Else Ernestine Neuländer-Simon (1900–1942), deutsche Fotografin, bekannt als Yva
- Else Noack (1913–2001), deutsche Politikerin (SED)
- Else Nusch (1906–2003), deutsche Rhythmikpädagogin

#### O
- Else Oppler-Legband (1875–1965), deutsche Architektin und Kostümbildnerin
- Else Otten (1873–1931), niederländische Übersetzerin

#### P
- Else Marie Pade (1924–2016), dänische Komponistin
- Else Pappenheim (1911–2009), österreichisch-US-amerikanische Psychiaterin
- Else Peerenboom-Missong (1893–1958), deutsche Volkswirtin und Politikerin (Zentrum, CDU)

#### Q
- Else Quecke (1907–2004), deutsche Schauspielerin

#### R
- Else Rambausek (1907–1994), österreichische Schauspielerin und Sängerin
- Else Rauch (1888–1942), deutsche Lehrerin und Holocaustopfer
- Else Reval (1893–1978), deutsche Schauspielerin
- Else Reventlow (1897–1984), deutsche Sozialdemokratin und Frauenrechtlerin
- Else von Richthofen (1874–1973), deutsche Sozialwissenschaftlerin
- Else Roesdahl (* 1942), dänische Historikerin, Archäologin, Hochschullehrerin und Schriftstellerin
- Else Roscher (1890–1953), deutsche Schauspielerin der Stummfilmzeit
- Else Rosenfeld (1891–1970), deutsche Sozialarbeiterin und Schriftstellerin

#### S
- Else Samuel (1905–1944), deutsches Holocaustopfer
- Else von Schaubert (1886–1977), deutsche Anglistin und Philologin
- Else Schmitt (1921–1995), deutsche Kommunalpolitikerin
- Else Schmitz-Gohr (1901–1987), deutsche Pianistin und Komponistin
- Else Schubert-Christaller (1891–1982), deutsche Autorin
- Else Schwenk-Anger (* 1936), deutsche Kinderbuchautorin und Verlegerin
- Else Sehrig-Vehling (1897–1994), deutsche Expressionistin
- Else Seifert (1879–1968), deutsche Architekturfotografin
- Else Sparwasser (1892–1953), deutsche Schriftstellerin
- Else Spennader (* 1911), österreichische Leichtathletin
- Else von Sperber (1881–1977), deutsche Politikerin (DNVP)
- Else Stock-Hug (1920–2012), deutsche Pianistin

#### T
- Else Thoresen (* 1961), norwegische Badmintonspielerin
- Else Trangbæk (* 1946), dänische Turnerin und Sportdozentin

#### U
- Else Ulbrich (1891–1954), deutsche Politikerin (DNVP, CSVD, CDU)
- Else Ulich-Beil (1886–1965), deutsche Politikerin (DDP)
- Else Ury (1877–1943), deutsche Schriftstellerin und Kinderbuchautorin

#### V
- Else Voigtländer (1882–1946), deutsche Psychoanalytikerin
- Else Volk-Friedland (1880–1953), österreichische Frauenärztin, Autorin und Herausgeberin sowie NS-Verfolgte
- Else Voos-Heißmann (1913–1970), deutsche Politikerin (SPD)

#### W
- Else Warnke (1908–1975), deutsche Politikerin der SPD
- Else Weber (1893–1994), deutsche Malerin
- Else Weil (1889–1942), deutsche Ärztin und erste Ehefrau von Kurt Tucholsky
- Else Wentscher (1877–1946), deutsche Philosophin und Pädagogin
- Else Wenz-Viëtor (1882–1973), deutsche Kinderbuchillustratorin
- Else Wiegandt (1894–1985), deutsche Malerin
- Else Wildhagen (1863–1944), deutsche Kinder- und Jugendbuchautorin
- Else Winnewisser (* 1936), deutsche Malerin und Grafikerin
- Else Wirminghaus (1867–1939), deutsche Autorin und Musikerin
- Else Wohlgemuth (1881–1972), deutsche Schauspielerin
- Else Wolz (1908–1983), deutsche Schauspielerin
- Else Wüstemann (1896–1974), deutsche Politikerin (SPD)

#### Y
- Else Yeo (1920–2016), deutsche Musiklehrerin und Historikerin

#### Z
- Else Zimmermann (1907–1995), deutsche Politikerin (KPD, SPD)
- Else Züblin-Spiller (1881–1948), Schweizer Journalistin und Abstinenzlerin

### Fiktive Personen
- Rauhe Else, Nixe aus dem mittelalterlichen Epos Wolfdietrich
- Die kluge Else, Märchenfigur der Brüder Grimm
- Else Kling, Kunstfigur der Fernsehserie Lindenstraße
- Else Stratmann, Kunstfigur der Kabarettistin Elke Heidenreich
- Else T., Hauptfigur des Romans Fräulein Else von Arthur Schnitzler
- Else Tetzlaff, Kunstfigur der Fernsehserie Ein Herz und eine Seele
- Else von der Tanne, zentrale Figur eines Historienromans von Wilhelm Raabe

## Familienname Else
- Dirk Else (* 1977), deutscher Skispringer